# Schönwieskopf
Schönwieskopf är ett berg i Österrike.   Det ligger i distriktet Zell am See och förbundslandet Salzburg, i den centrala delen av landet, 280 km väster om huvudstaden Wien. Toppen på Schönwieskopf är 1 703 meter över havet.
Terrängen runt Schönwieskopf är kuperad åt nordost, men åt sydväst är den bergig. Närmaste större samhälle är Zell am See, 6,1 km väster om Schönwieskopf. 
I omgivningarna runt Schönwieskopf växer i huvudsak blandskog. Runt Schönwieskopf är det ganska glesbefolkat, med 34 invånare per kvadratkilometer.